# Sébastien Bourdon

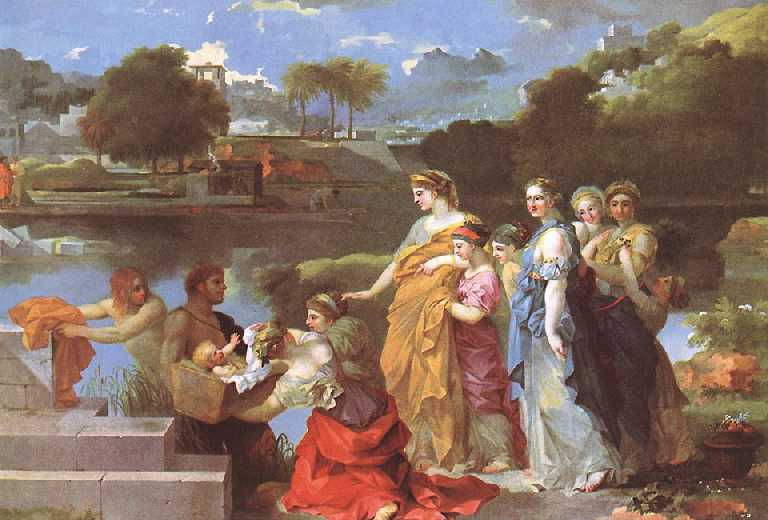
Znalezienie Mojżesza (ok. 1650)

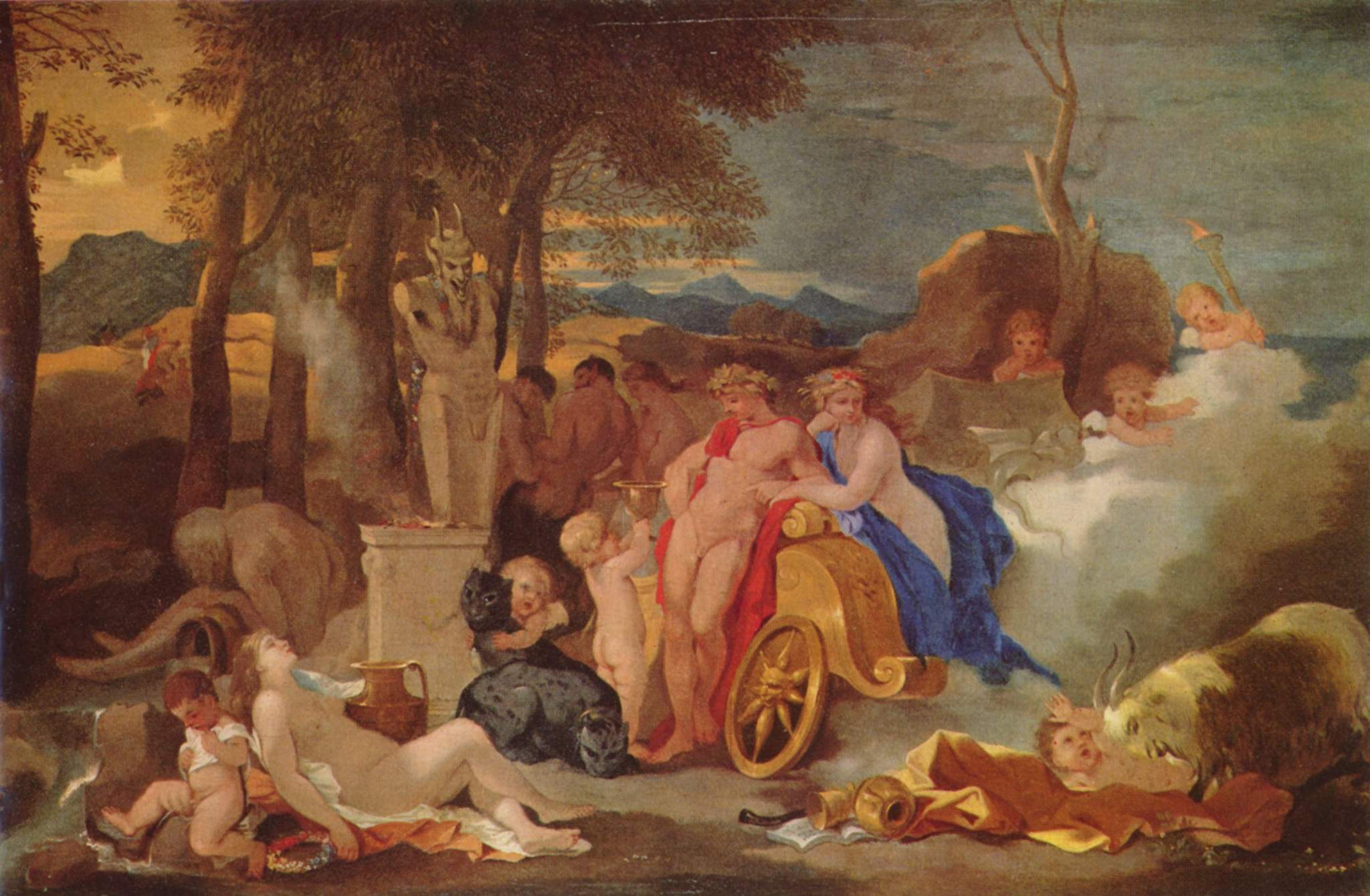
Bachus i Ceres

Sébastien Bourdon (ur. 2 lutego 1616 w Montpellier, zm. 8 maja 1671 w Paryżu) – francuski malarz okresu baroku.
Uczył się w Paryżu i Rzymie. Oddziałali na niego m.in. Nicolas Poussin, Claude Lorrain i Pieter van Laer. W 1648 był współzałożycielem Królewskiej Akademii Malarstwa i Rzeźby, od 1655 piastował funkcję jej rektora.
W l. 1652-54 był malarzem nadwornym królowej Krystyny w Sztokholmie.
Malował liczne portrety, obrazy religijne oraz sceny rodzajowe i historyczne. Wykonywał też dekoracje ścienne i prace graficzne.

## Wybrane dzieła
- Konny portret królowej Krystyny Szwedzkiej (1653), Prado, Madryt
- Mojżesz i płonący krzak (1642-45), Ermitaż, Sankt Petersburg
- Mojżesz z wężem miedzianym (1653-54), Prado, Madryt
- Ofiarowanie w świątyni (ok. 1644), Luwr, Paryż
- Oficer szwedzki (ok. 1653), Musée Fabre, Montpellier
- Piec wapienny (przed 1637), Stara Pinakoteka, Monachium
- Pokłon Trzech Króli (1642-45), Schloss Sanssouci, Poczdam
- Śmierć Dydony (1637-40), Ermitaż, Sankt Petersburg
- Wenus i Eneasz (1650-60), Ermitaż, Sankt Petersburg
- Zdjęcie z krzyża (ok. 1650), Luwr, Paryż
- Znalezienie Mojżesza (1650), National Gallery of Art, Waszyngton
- Żebracy (1635-40), Luwr, Paryż